# SWAT 3: Close Quarters Battle
SWAT 3: Close Quarters Battle est un jeu vidéo de tir tactique. Il est sorti en France en novembre 1999. SWAT 3 qui fait partie de la série Police Quest, combine un univers 3D réaliste et un jeu de stratégie policière en temps réel.

## Trame
La signature du traité d'interdiction des armes nucléaires, en 2005, amène dans la ville de Los Angeles les dirigeants des plus grands pays. La sécurité de ces dirigeants est assurée par une unité des SWAT, dont le joueur est le leader.

## Système de jeu

### Généralités
Le joueur prend la tête d'une équipe de 4 personnes, qu'il dirige à travers 21 missions. Dans chacune d'elles il doit assurer la protection des otages et des civils, et l'arrestation des suspects. Il doit veiller à sa sécurité et à celle de l'équipe qu'il dirige. Malgré son genre orienté "action", l'accent est mis sur le fait d'arrêter les suspects plutôt que de les tuer, et pour cela réflexion et tactique sont souvent vitales.
En mode un joueur, on peut commencer une carrière (enchaînement des missions) ou choisir une des 21 missions disponibles. Les missions vont de l'arrestation d'individus armé a l'intervention dans des bâtiments piégés.
Le mode multijoueur permet de jouer sur le réseau local, ou sur internet, en mode Coopératif (objectifs) ou deathmatch où le joueur choisit la carte, le scénario, le nombre de civils, d'ennemis, sa tenue et ses armes. Les modes Jusqu'au dernier et Deathmatch coopératif (ou Team deathmatch) sont également disponibles.
Pour les modes deathmatch, l'arme peut être remplacée par un Paintball.

### Équipement
Les SWAT sont équipés de :
- Arme principale (fusil d'assaut ou pistolet mitrailleur)
- Arme secondaire (arme de poing)
- GSS - Flashbang, une grenade aveuglante
- Gaz CS - lacrymogène
- Bâton torche
- Explosif C4 (pour ouvrir certaines portes)
- Pince multifonction
- Menottes
- OptiWand (un bâton optique pour voir sur les angles de murs et sous les portes)

## Extension
La version originale ne contenait pas de mode multijoueur, chaque version étant stand alone.
Une version Elite Edition est sortie en novembre 2000. Elle comprend cinq nouvelles cartes/scénarios, la possibilités de jouer un membre de l'équipe et non obligatoirement le leader, le mode multijoueur, une option Suicide (par exemple quand un joueur est acculé), un réglage de la difficulté en millisecondes, ainsi qu'une amélioration de l'IA des policiers et des suspects.
Une version GOTY: Game Of The Year est sortie en 2001.

## Accueil
- Gamekult : 7/10[1] - 7/10 (Elite Edition)[2]

## Mods
La communauté SWAT a réalisé un grand nombre de mods, principalement des armes et des missions mais aussi des uniformes. Ainsi on pourra s'équiper de Uzi, Famas ou Berretta dans une tenue d'intervention du FBI.